# Gabronthus
Gabronthus is een monotypisch geslacht van kevers uit de familie van de kortschildkevers (Staphylinidae).

## Soort
- Gabronthus maritimus Motschulsky, 1858